# Pulvinaria savescui
Pulvinaria savescui är en insektsart som beskrevs av Ben-dov 1993. Pulvinaria savescui ingår i släktet Pulvinaria och familjen skålsköldlöss.
Artens utbredningsområde är Rumänien. Inga underarter finns listade i Catalogue of Life.